# Roman Stanisław Janiczek
Roman Stanisław Janiczek (ur. 21 września 1939 w Brzeżanach, zm. 21 września 2004 w Gliwicach) – polski elektrotechnik, specjalista w zakresie energetyki, sieci elektrycznych i elektrowni, profesor nauk technicznych, dyrektor Instytutu Elektroenergetyki Wydziału Elektrycznego Politechniki Śląskiej, dyrektor Departamentu Zarządzania Usługami Sieciowymi Polskich Sieci Elektroenergetycznych.

## Życiorys
Urodził się 21 września 1939 w Brzeżanach koło Tarnopola. Wcześnie stracił opiekę rodziców. Jego ojciec Jan był majorem w Korpusie Ochrony Pogranicza. Po wybuchu wojny w czasie walk w okolicach Czortkowa trafił do niemieckiego oflagu, a po jego wyzwoleniu przez aliantów wyemigrował do Brazylii. Matka Helena była nauczycielką. Po wybuchu wojny wstąpiła do AK. Aresztowana, trafiła do obozu w Oświęcimiu, gdzie zmarła. Roman wychowywany był przez ciotkę, która po wojnie zamieszkała w Kędzierzynie-Koźlu.   
W 1962 ukończył studia na Wydziale Elektrycznym Politechniki Śląskiej i podjął pracę w Elektrowni Zabrze jako inżynier ruchu. W 1965 rozpoczął pracę w Politechnice Śląskiej. Równolegle pracował w Zakładach Pomiarowo-Badawczych Energetyki „Energopomiar” w Gliwicach oraz w Elektrowni Rybnik. W 1969 obronił zrealizowaną pod kierunkiem prof. Lucjana Nehrebeckiego pracę doktorską pod tytułem Ekonomiczne aspekty pracy szczytowej konwencjonalnych elektrowni szczytowych. W 1979 na podstawie rozprawy pod tytułem Zasady planowania i projektowania elektrowni parowych w ujęciu systemowym uzyskał stopień naukowy doktora habilitowanego. Tytuł profesora nauk technicznych uzyskał w 1985.
Na Wydziale Elektrycznym brał aktywny udział w jego zarządzaniu. Początkowo był kierownikiem Zakładu Elektrowni w Instytucie Elektroenergetyki i Sterowania Układów, następnie prodziekanem ds. Nauki i prodziekanem ds. Nauczania i Wychowania. W 1985 po śmierci prof. Zygmunta Nowomiejskiego przez osiem miesięcy (od stycznia do sierpnia) pełnił obowiązki dziekana Wydziału. W 1991 został Dyrektorem Instytutu Elektroenergetyki i Sterowania Układów.
W 1994 rozpoczął pracę w Polskich Sieciach Elektroenergetycznych. Objął stanowisko dyrektora Biura Rozwoju. Jego zadaniem było przeprowadzenie reorganizacji gospodarki energią elektryczną z optymalizowanej centralnie do zarządzanej regionalnie na zasadzie rynkowej oraz planowaniu mocy wytwórczych i sieci przesyłowych w elektroenergetyce. Wraz z reorganizacją struktury PSE objął stanowisko dyrektora Departamentu Zarządzania Usługami Sieciowymi. W 2003 opuścił PSE i podjął pracę w Energoprojekt Consulting SA w Warszawie. Od 1 października 2004 miał powrócić do pracy w Politechnice Śląskiej. Zmarł w dniu swoich 65 urodzin, 21 września 2004 roku.

## Dorobek naukowy
Specjalizował się w zakresie elektroenergetyki, w szczególności elektrowni. Napisany przez niego podręcznik akademicki pod tytułem Eksploatacja elektrowni parowych był przez wiele lat podstawą kształcenia studentów Wydziału Elektrycznego na specjalności „Elektrownie”. W ostatnim okresie zajmował się głównie źródłami odnawialnymi oraz tak zwaną energetyką rozproszoną. Autor bądź współautor ponad 150 publikacji, w tym kilku monografii (między innymi Rozproszone źródła energii w systemie elektroenergetycznym; Wyd. Politechniki Śląskiej 2006) i kilkudziesięciu artykułów naukowych.
Był członkiem wielu gremiów naukowych i konsultacyjnych, między innymi Polskiego Komitetu Światowej Rady Energetycznej (WEC), Komitetu Problemów Energetyki oraz Komitetu Elektrotechniki Polskiej Akademii Nauk, Stowarzyszenia na Rzecz Gospodarki Energetycznej Polski, Polskiego Komitetu Energii Elektrycznej oraz Stowarzyszenia Elektryków Polskich. Był wielokrotnie wyróżniany odznaczeniami państwowymi, resortowymi i uczelnianymi oraz nagrodami Ministra Nauki i Szkolnictwa Wyższego.